# グロテスクなセレナード
グロテスクなセレナード（仏：Sérénade grotesque ）は、モーリス・ラヴェルの習作を除いて現存する最初のピアノ曲である。1893年頃の作品と考えられている。原題は『セレナード』だが、作曲者がインタビューの中で同曲に言及した際に「グロテスクな」と形容したことにより、出版に際してこの表題が付けられた。生前には出版されず、第二次世界大戦後の1975年に出版された。
まだラヴェル独特の作風は薄く、エマニュエル・シャブリエの影響を受けたとラヴェルは語っている。
Trés rude（きわめて粗く）、4分の2拍子。冒頭の"pizzicatissimo"で始まり、スペイン風のリズムや掻きならされる和音、平行移動など、終始一貫してギター風の曲調で貫かれるという点において、道化師の朝の歌の原型と見ることができる。曲全体が全音音階で溢れていて、各フレーズが絶えずブリッジにより中断されるなどの座りの悪さが、「グロテスク」と呼ばれる所以だと思われる。　